# Europe (Nederlandse band)
Europe is de naam van een Nederlandse voormalige muziekgroep.

## Geschiedenis
De band ontstond nadat begin 1982 de groep Kayak was opgehouden te bestaan en leider Ton Scherpenzeel een doorstart wilde maken. Hij kwam met de bandnaam Europe. Geografische namen waren toen in trek bij de progressieve rockbands, zie de Britse bands Asia en UK. Scherpenzeel verzamelde een aantal musici om zich heen: uit Kayak kwam gitarist Johan Slager, uit een eerdere versie van Kayak bassist Bert Veldkamp, en zanger John Philippo kwam uit de Haarlemse symfoband Taurus. Slagwerker Roger Wollaert kwam uit een geheel andere hoek, de hardrockband Kleptomania uit België.
De band had weinig succes en hief zich in 1984 weer op. Er verscheen slechts één album van de band, het album Europe uit 1983, dat in 2010 (nog) niet op compact disc was verschenen.